# Wydział Technologii Żywności Uniwersytetu Rolniczego im. Hugona Kołłątaja w Krakowie

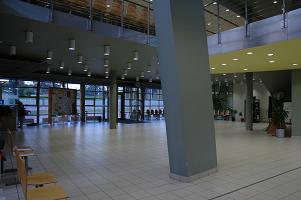
Wnętrze budynku Wydziału Technologii Żywności

Wydział Technologii Żywności Uniwersytetu Rolniczego im. Hugona Kołłątaja w Krakowie – wydział powstały w 1994 r. na bazie Oddziału Technologii Żywności (utworzonym w 1974 r. na Wydziale Rolniczym). Wydział posiada pełne prawa akademickie do nadawania stopnia doktora oraz doktora habilitowanego nauk rolniczych w dyscyplinie technologia żywności i żywienia.

## Kierunki kształcenia
Dostępne kierunki:
- Browarnictwo i Słodownictwo (studia I stopnia)
- Dietetyka (studia I i II stopnia)
- Gastronomia i Catering Dietetyczny (studia I stopnia)
- Technologia Żywności i Żywienie Człowieka (studia I i II stopnia)

## Poczet prodziekanów
1. prof. dr hab. inż. Mieczysław Pałasiński (1974–1981)
2. prof. dr hab.  Anna Międzobrodzka (1981–1984)
3. prof. dr hab. inż. Mieczysław Pałasiński (1984–1987)
4. prof. dr hab. inż. Mirosław Fik (1987–1990)
5. prof. dr hab. inż. Tadeusz Tuszyński (1990–1994)

## Poczet dziekanów
1. prof. dr hab. inż. Tadeusz Tuszyński (1994–1999)
2. prof. dr hab. inż. Mirosław Fik (1999–2002)
3. prof. dr hab. inż. Tadeusz Tuszyński (2002–2005)
4. prof. dr hab. inż. Paweł Pisulewski (2005–2008)
5. prof. dr hab. Teresa Fortuna (2008–2016)
6. prof. dr hab. inż. Agnieszka Filipiak-Florkiewicz (2016–2020)
7. prof. dr hab. Aleksandra Duda (od 2020)

## Władze wydziału
W kadencji 2024–2028:
| Stanowisko | Imię i nazwisko                   |
| --- | --------------------------------- |
| Dziekan | prof. dr hab. Aleksandra Duda     |
| Prodziekan ds. Dydaktycznych i Studenckich (Kierunki: dietetyka, browarnictwo i słodownictwo, gastronomia i catering dietetyczny) | prof. dr hab. inż. Aneta Kopeć    |
| Prodziekan ds. Dydaktycznych i Studenckich (Kierunki: technologia żywności i żywienie człowieka)                                  | prof. dr hab. inż. Jacek Domagała |

## Struktura organizacyjna
| Jednostka                                                   | Kierownik                             |
| ----------------------------------------------------------- | ------------------------------------- |
| Katedra Analizy i Oceny Jakości Żywności                    | dr hab. inż. Sławomir Pietrzyk        |
| Katedra Biotechnologii i Ogólnej Technologii Żywności       | dr hab. inż. Bożena Stodolak          |
| Katedra Chemii                                              | dr hab. Anna Konieczna-Molenda        |
| Katedra Inżynierii i Aparatury Przemysłu Spożywczego        | prof. dr hab. inż. Mariusz Witczak    |
| Katedra Przetwórstwa Produktów Zwierzęcych                  | prof. dr hab. inż. Jacek Domagała     |
| Katedra Technologii Fermentacji i Mikrobiologii             | dr hab. inż. Aleksander Poreda        |
| Katedra Technologii Produktów Roślinnych i Higieny Żywienia | dr hab. inż. Piotr Gębczyński         |
| Katedra Technologii Węglowodanów i Przetwórstwa Zbóż        | dr hab. inż. Dorota Gumul             |
| Katedra Żywienia Człowieka i Dietetyki                      | prof. dr hab. inż. Teresa Leszczyńska |
| Laboratorium Nanotechnologii i Nanomateriałów               | dr hab. Karen Khachatryan             |